# Хотенское
Хотенское — село в Суздальском районе Владимирской области России, входит в состав Новоалександровского сельского поселения.

## География
Село расположено в 3 км на северо-восток от центра поселения села Новоалександрово и в 12 км на северо-запад от Владимира. На севере примыкает к селу Новгородское.

## История

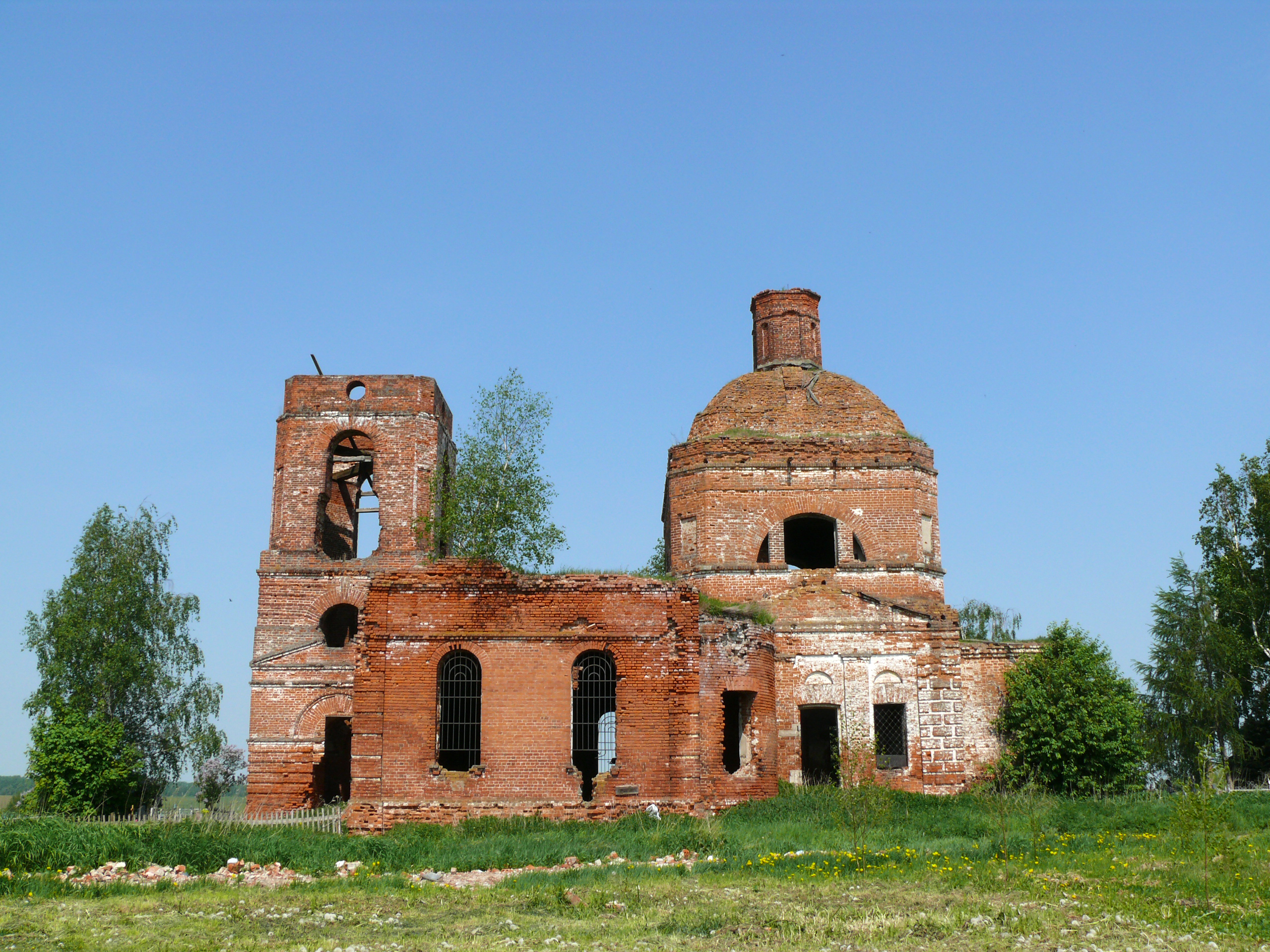
Церковь Вознесения Господня. 2011 год

В начале XVII столетия оно состояло в вотчине Владимирского Спасского Золотоворотского монастыря, во владении коего и оставалось до упразднения монастырских вотчин. В первой половине XVII столетия в этом селе по патриаршим окладным книгам значится церковь Вознесения Господа Бога и Спаса нашего Иисуса Христа. Судьба этой, по всей вероятности, деревянной церкви совершенно неизвестна. Существующая каменная церковь с таковою же колокольнею построена в 1836 году на средства прихожан. Престолов в ней два: в холодной церкви – во имя Вознесения Господня, а теплой – в честь Казанской иконы Божией Матери. В 1896 году приход состоял из села Хотенского и деревни Новоселки; в приходе 257 душ мужского пола и 302 женского. В приходе с 1883 года была открыта местным священником церковно-приходская школа.
В конце XIX — начале XX века село входило в состав Оликовской волости Владимирского уезда.
С 1929 года село входило в состав Ново-Александровского сельсовета Владимирского района, с 1945 года — Ставровского района, с 1965 года — в составе Новоалександровского сельсовета Суздальского района.

## Население
| 1859 | 1897 | 1926 |
| ---- | ---- | ---- |
| 481  | 516  | 597  |

| 1859 | 1897 | 1905 | 1926 | 2002 | 2010 | 2021 |
| ---- | ---- | ---- | ---- | ---- | ---- | ---- |
| 481  | ↗516 | ↗580 | ↗597 | ↘46  | ↘33  | ↗39  |

## Достопримечательности
В селе находится недействующая Церковь Вознесения Господня (1836).